# Cyrtopodiinae
De Cyrtopodiinae vormen een subtribus van de Cymbidieae, een tribus van de orchideeënfamilie (Orchidaceae), waarvan de geldigheid ter discussie staat.
De naam is afgeleid van het geslacht Cyrtopodium.
De subtribus omvat drie geslachten en ongeveer negentig soorten epifytische orchideeën uit het Neotropisch gebied.

## Taxonomie enfylogenie
Traditioneel worden in de subtribus Cyrtopodiinae drie geslachten geplaatst, doch DNA-onderzoek door Chase en anderen toont aan dat Galeandra meer verwant is aan Catasetum dan aan Cyrtopodium. Door Chase en anderen worden de drie geslachten volledig in Catasetinae geplaatst en wordt de subtribus dus overbodig.

### Geslachtenlijst
- Subtribus: Cyrtopodiinae
  - Geslachten:
    - Cyrtopodium  - Galeandra  - Grobya